# موريس إتش مورغان
موريس إتش مورغان (بالإنجليزية: Morris H. Morgan)‏ هو أستاذ جامعي أمريكي، ولد في 8 فبراير 1859 في بروفيدنس في الولايات المتحدة، وتوفي في 16 مارس 1910 في نيوبورت في الولايات المتحدة.